# Parodia alacriportana
Parodia alacriportana là một loài thực vật có hoa trong họ Cactaceae. Loài này được Backeb. & Voll mô tả khoa học đầu tiên năm 1949.